# Frequenzkamm
Der Frequenzkammgenerator ist eine Messeinrichtung zur hochgenauen Frequenzmessung, die indirekt auch hochgenaue Abstandsmessungen ermöglicht. Das Instrument erzeugt einen Lichtstrahl, den Frequenzkamm, mit dem die Schwingungsfrequenz eines anderen Lichtstrahls um fünf Größenordnungen genauer bestimmt werden kann als mit bisher bekannten Methoden.
Mit einem Frequenzkamm kann die Frequenz elektromagnetischer Strahlung (u. a. Licht) sehr präzise gemessen werden. Das Gerät wurde 1998 in der Arbeitsgruppe von Theodor W. Hänsch am Max-Planck-Institut für Quantenoptik erfunden, der dafür 2005 den Nobelpreis für Physik erhielt.

Das Frequenzspektrum des Lichts aus einem Frequenzkammgenerator besteht aus diskreten und streng äquidistanten Linien (hier farbig dargestellt), den „Zinken“ des Frequenzkamms. (Details zu den Formelzeichen unter Träger-Einhüllenden-Phase)

Die Forscher standen vor dem Problem, eine Frequenz von fast einem Petahertz (1015 Hz) messen zu wollen. Bisher war dies mit der verfügbaren Elektronik nicht möglich, die nur Frequenzmessungen bis zu etwa 500 Gigahertz (109 Hz) zuließ. Der Frequenzkamm arbeitet nach dem Prinzip eines Getriebes: Die zu messende Frequenz wird in eine niedrigere Frequenz übersetzt, zum Beispiel in Radiowellen. Das Herzstück ist ein Laser, der Lichtwellen mit sehr genau bekannter Frequenz liefert, die mit dem zu messenden Lichtstrahl interferieren. Es entsteht ein Interferenzmuster, eine so genannte Schwebung, mit einer Frequenz im Radiobereich, aus der sich die unbekannte Frequenz ableiten lässt. Ein Frequenzkamm arbeitet nicht nur mit einer einzigen Frequenz, sondern mit mehreren scharfen Linien im sichtbaren Bereich, den „Zinken eines Kamms“, daher der Name.

## Aufbau
Der Frequenzkammgenerator besteht aus einem Femtosekundenlaser, dessen Träger-Einhüllenden-Phase mit Hilfe eines nichtlinearen Interferometers (f-2f Interferometer, Frequenzverdopplung) gemessen und konstant gehalten wird.
Das relativ breite optische Spektrum dieses Lasers setzt sich aus mehreren sehr scharfen Linien mit exakt konstantem Frequenzabstand zusammen. Der Abstand dieser Linien liegt normalerweise im Mega- oder Gigahertz-Bereich und kann mit relativ einfachen Mitteln gemessen und stabilisiert werden. Das f-2f Interferometer misst auch die absolute Position des gesamten Kammes. Durch den Vergleich mit einer Atomuhr lassen sich beide Größen sehr exakt bestimmen. Damit ist die absolute Frequenz jeder einzelnen Frequenznadel im Spektrum dieses Lasers genau bekannt. Durch die Messung einer Schwebung kann nun die Frequenzdifferenz zwischen einer so kalibrierten Frequenznadel und einer nicht so genau bekannten Frequenz eines anderen Lichtstrahls bestimmt werden.
Bedeutsam ist auch die Kompaktheit des Gerätes, das nicht größer als ein Schuhkarton ist. Frühere Versuche zur exakten Frequenzmessung („Frequenzkette“) benötigten mehrere Räume.

## Anwendungen
Die wichtigsten Anwendungsbereiche sind:
- Um mehrere Größenordnungen höhere Datenübertragungsraten in Lichtwellenleitern bei geringerer Interferenz mit Nachbarkanälen und verbesserter Abhörsicherheit, so dass z. B. mehr Telefongespräche gleichzeitig mit einem Übersee-Lichtkabel übertragen werden können.
- Günstiger und wahrscheinlich um mehrere Größenordnungen genauerer Ersatz für mobile Atomuhren, die u. a. für die Satellitennavigation wichtig sind.
- Herstellung hochempfindlicher chemischer Detektoren.
- Erweiterung der Möglichkeiten der „Designer-Chemie“ im Bereich ultrakalter chemischer Reaktionen.
- Verbesserung von Abstandsmesssystemen, die auf der Lidar-Technik basieren, um mehrere Größenordnungen. So lassen sich zum Beispiel sehr kleine Dopplerverschiebungen im Spektrum von sich umkreisenden Sternen so genau messen, dass man sogar Planeten nachweisen kann, die um ferne Sterne kreisen: Denn wenn ein kleiner Planet einen schweren Stern umkreist, drehen sich beide um einen gemeinsamen Schwerpunkt, der nicht weit vom Zentrum des Sterns entfernt liegt. Dies führt zu einer leichten Schwingung des Hauptsterns, die eine kleine Dopplerverschiebung verursacht. Mit dem Frequenzkamm kann das Ausmaß der Dopplerverschiebung gemessen und daraus die Umlaufbahn des Planeten berechnet werden[2].